# 社會經濟學
社會經濟學（英語：Socioeconomics），是研究經濟活動如何影響和社會過程塑造的社會科學。一般來說，它分析一個社會如何因地方或區域經濟或全球經濟而進步、或是停滯、甚至退化。

## 概觀
社會經濟學有時用作具有不同用途的總括術語。 “社會經濟學”一詞可以廣泛地指“經濟學在社會學習中的運用”。更狹義地說，當代實踐通過社會資本和社會“市場”來考察個人和群體的行為交互和形成社會規範。後者研究了經濟學與社會價值觀的關係。

## 外部連結
- Association for Social Economics （页面存档备份，存于）
- The Society for the Advancement of Socio-Economics （页面存档备份，存于）
- Economy and Society
- Journal of Socio-Economics （页面存档备份，存于）
- Review of Social Economy （页面存档备份，存于）
- Socio-Economic Review （页面存档备份，存于）